# Rift dell'Antartide Occidentale

Mappa dell'Antartide. Il Rift dell'Antartide Occidentale è identificato dall'area tratteggiata in rosa.

Il rift dell'Antartide Occidentale è costituito da una serie di rift localizzati tra l'Antartide Orientale e l'Antartide Occidentale. Comprende la Baia di Ross, il Mare di Ross, l'area sottostante la Barriera di Ross e parte della Terra di Marie Byrd nell'Antartide Occidentale, estendendosi fino alla base della Penisola Antartica.
Ha una lunghezza stimata in 3.000 km e una larghezza di circa 700 km. Il suo sviluppo è collegato all'assottigliamento litosferico dell'area dell'Antartide che provoca la demarcazione tra Antartide Orientale e Occidentale. Le dimensioni e l'evoluzione del sistema di rift è paragonabile a quello della Provincia di Basin and Range nella parte occidentale degli U.S.

## Geologia
L'esplorazione geologica del rift dell'Antartide Occidentale è piuttosto limitata perché, a parte alcune vette dei Monti Transantartici che si elevano al di sopra della coltre ghiacciata, la maggior parte della regione è coperta dalla Barriera di Ross e dalla vasta calotta di ghiaccio dell'Antartide Occidentale. Parecchie catene montuose si trovano sul bordo orientale nella Terra di Marie Byrd. Di conseguenza la conoscenza delle caratteristiche di questo rift è meno approfondita rispetto a quella di altri grandi sistemi di rift.
Tuttavia è noto che, come nel caso del Rift dell'Africa orientale, il rift dell'Antartico Occidentale comprende una serie di rift più corti che attraversano l'Antartide. Attraverso indagini di riflessione delle onde sismiche, sono stati identificati quattro bacini di rift al di sotto del fondale del Mare di Ross. Alcuni bacini di rift sono stati mappati al di sotto della calotta di ghiaccio dell'Antartide Occidentale, inclusa la fossa subglaciale di Bentley.

## Evoluzione

Il Rift dell'Antartide Occidentale è compreso tra le linee tratteggiate rosse. I puntini neri indicano le zone delle perforazioni geologiche.

Il processo di rifting cominciò verso la fine del Cretacico come risultato di una tettonica distensiva (stiramento e assottigliamento della crosta terrestre e del mantello) in direzione approssimativamente est-ovest, in seguito a processi di tettonica delle placche. L'estensione all'interno della baia di Ross si ripeté per quattro volte per un totale di oltre 500 km, in gran parte prima della fine del Miocene.
La prima fase avvenne nella parte orientale, vicino alla Terra di Marie Byrd, prima che il Plateau Campbell della Zealandia si staccasse dall'Antartide alla fine del Cretacico.
La seconda fase, sviluppatasi tra la fine del Cretacico e il Paleocene, estese la parte centrale della baia di almeno 130 km.
La terza fase è relativa a 170-180 chilometri di espansione del fondale oceanico durante l'Eocene e l'Oligocene, avvenuta nella parte occidentale della baia, nella fossa di Adare nelle profondità dell'oceano. Questo episodio di espansione del fondale oceanico creò la crosta oceanica che attualmente si trova al di sotto del bacino settentrionale. Questa fase portò anche all'estensione del bacino della Terra della Regina Vittoria (95 km).
Un'estensione minore (~7 chilometri) è avvenuta nel bacino di Adare e nel bacino della Terra della Regina Vittoria (10-15 chilometri) durante la quarta fase nel corso del Miocene. Lo spostamento, incluse minori estensioni nella parte occidentale del rift e nella baia di Ross, calcolato in base alla ricostruzione delle anomalie magnetiche oceaniche, è terminato 11 milioni di anni fa.